# La Entrada Triunfal de Jesús en Jerusalén (Valladolid)
La Entrada Triunfal de Jesús en Jerusalén, también conocido como La Borriquilla, es una obra realizada aproximadamente en el periodo 1542-1550 y atribuida a Francisco Giralte, siendo modificada probablemente por Francisco del Rincón hacia 1600. Procesionado el Domingo de Ramos por la Cofradía Penitencial de la Santa Vera Cruz, el grupo escultórico está ubicado en la Iglesia de la Santa Vera Cruz de Valladolid (Castilla y León, España).

## Historia

### Contexto
La evolución de las hermandades y las procesiones en la segunda mital del siglo xvi se tradujo en el anhelo de crear grupos escultóricos compuestos de varias imágenes que plasmasen de forma más completa los momentos descritos en la Pasión. Esto motivó que se empezasen a fabricar varios conjuntos de rudimentaria factura, denominados «de papelón» (cartón piedra) por Tomé Pinheiro da Veiga en su obra Fastiginia (1605), término no demasiado adecuado puesto que en su mayoría las esculturas poseían un armazón realizado en madera recubierto de cartón encolado y telas enyesadas posteriormente policromadas, siendo la cabeza, las manos y los pies también de madera, los cuales se sujetaban al armazón mediante pernos y anclajes.: 131  Su escaso peso permitía la procesión de grupos conformados por numerosas figuras, algunos de gran envergadura como la Oración del Huerto, referenciado por el cronista portugués como «con el Ángel en un árbol, mucho de ver y mucha soldadesca, y desorejamiento de Malco», lo que sugiere una escena plagada de numerosas imágenes y con distintos puntos de interés; Pinheiro da Veiga señaló además que «las figuras son de paño de lino y cartón», dejando constancia, de forma exagerada, de que los pasos eran «muchos y muy hermosos, están armados sobre unas mesas, algunas tan grandes como casas ordinarias».: 45  Sin embargo, la poca resistencia del material a los golpes y los efectos del clima suponía tener que someter las obras a numerosas labores de mantenimiento, lo que llevaría a su reemplazo por piezas de mayor calidad y durabilidad. Pese a la extendida creencia de que esta clase de imágenes se destinaban casi exclusivamente a las procesiones, en realidad eran creadas en su mayoría para ser emplazadas en altares, si bien pudo erigirse como elemento distintivo entre unas y otras el detalle de ornamentar algunas figuras procesionales con trajes confeccionados en tela natural los cuales, además de enriquecer las esculturas, mantenían ocultas las telas enyesadas, siendo la riqueza de estos ropajes elogiada por Pinheiro da Veiga: «[...] y si va algún vestido gorra o capa al exterior, es todo de brocado o tela, de suerte que parece muy bien».
La desaparición de casi la totalidad de los pasos de «papelón» impide que a día de hoy se sepa a ciencia cierta cómo eran, quedando como único testimonio el grupo La Entrada Triunfal de Jesús en Jerusalén y los registros documentales en los que consta la fabricación de estas obras y las continuas reparaciones a las que debían ser sometidas. El hecho de ser el único conjunto de estas características que ha llegado a nuestros días convierte el paso de la Santa Vera Cruz en una pieza de valor incalculable en el marco de la escultura procesional castellana, siendo en consecuencia el paso de mayor antigüedad que se conserva, si bien en su momento fue infravalorado por varios historiadores, quienes afirmaron no haber hallado en él «mérito alguno» por pertenecer a la categoría de imaginería ligera. Es probable que el grupo escultórico se haya preservado hasta hoy a raíz de considerarse que no era necesario reemplazarlo por uno más monumental pese a ser un paso que desfilaba en solitario el Domingo de Ramos,: 131  partiendo desde la sede de la hermandad y culminando su recorrido en la iglesia del Convento de San Francisco, lugar donde se bendecían los ramos para después regresar al templo de la Santa Vera Cruz una vez recorridas diversas partes del cenobio (la procesión en el convento empezaba y terminaba en la iglesia pasando por el claustro, la nave de Santa Juana y el patio de entrada). La celebración del Domingo de Ramos cuenta con un precedente en Europa muy poco conocido en la actualidad del que se conservan numerosos vestigios escultóricos: estos son los denominados Palmesel, cuya traducción literal sería «asnos de palma». Los Palmesel,  compuestos de una imagen representativa de Jesús montado en un asno y este a su vez sobre un carro, eran llevados en procesión el Domingo de Ramos en múltiples ciudades de Alemania, sobre todo al sur del país, si bien esta costumbre se dio igualmente en Austria, Suiza, Bélgica y Países Bajos. Gran parte de las figuras que han llegado a nuestros días están fechadas en los siglos xv y xvi, conservándose a su vez una pintura datada en torno a 1700 en la que se muestra un desfile procesional llevado a cabo en Schwäbisch Gmünd. Por su parte, una de las primeras borriquillas documentadas en la península ibérica es la que se mandó hacer en 1493 para la Catedral de Toledo, la cual estaba acompañada de un carro decorado con una imagen de la ciudad de Jerusalén pintada ese mismo año por un maestro y sus oficiales.: 76 

### Atribución
La desaparición del archivo de la cofradía a causa de un incendio imposibilita la documentación del conjunto, si bien un examen estilístico permite dilucidar la existencia de una escena primitiva, de la que se conservan cuatro imágenes (tres de ellas vestidas con jubón, calzas y borceguíes), la cual fue elaborada por un artista de mediados del siglo xvi con una clara influencia de Alonso Berruguete,: 131  siendo tradicionalmente atribuida la obra en su totalidad a Francisco Giralte: 55–56  además de fecharse en el periodo 1542-1550. No obstante, dos de las figuras de los apóstoles y la talla de Jesús a lomos del asno acompañado por la borriquilla se corresponden, según José Ignacio Hernández Redondo, con los prototipos de la escultura vallisoletana de principios del siglo xvii, por lo que serían fruto de una intervención posterior.: 131–132  Aunque la autoría y la datación del conjunto no pueden precisarse con exactitud, el análisis de las cabezas es de utilidad para ello ya que es lo único que puede vincular la obra a un estilo concreto; estas poseen facciones de gran elegancia y cuentan con cabelleras compuestas por mechones muy finos y algo revueltos, todos fuertemente adheridos al cráneo, con algunos cayendo sobre los hombros de forma apelmazada. En lo tocante a la fisionomía, las bocas aparecen entreabiertas, las narices son finas y las cejas angulosas, todo ello encuadrado en el estilo de Berruguete, teniendo algunas tallas un canon esbelto y una composición en espiral. Una de las figuras de los discípulos que sujeta el manto en primer plano posee una cabeza de proporciones cuadráticas cuyos cabellos se componen de bucles, lo que sirvió a Jesús María Parrado del Olmo para sugerir un vínculo directo del grupo con el catálogo de Giralte, quien fue discípulo de Berruguete. Mayormente se relaciona con los trabajos que el tallista ejecutó durante su estadía en Palencia, sobre todo con el retablo mayor de la Iglesia de San Pedro en Cisneros y con su aportación al retablo mayor de la Iglesia de San Ginés en Villabrágima, ambos elaborados antes de 1547. Otro detalle que aproxima al paso a la producción de Giralte y permite situar su hechura en la década de 1540 son las similitudes que alberga con el relieve de este mismo episodio evangélico presente en las puertas que cierran el claustro de la Catedral de Palencia, principalmente la figura cristífera y la de un discípulo con cabello largo emplazado en la parte posterior. Del mismo modo, la imagen de un apóstol con pelo corto y barba (posiblemente representativa de San Pedro) guarda importantes analogías con varias piezas retablísticas realizadas por el artista en esa misma época, lo que deja abierta la posibilidad de que realizase el paso hacia 1545 a petición de la cofradía ya que en ese año se encontraba en Valladolid inmerso en un pleito con Juan de Juni por la tasación del retablo mayor de la Iglesia de Santa María La Antigua, hoy conservado en la catedral vallisoletana.
No obstante, Hernández Redondo considera que la escena actual se debe a una profunda intervención acometida hacia 1600 puesto que la cabeza de la imagen que posiblemente representa a San Pedro (con ojos oblicuos y cabello conformado por voluminosos rizos) y las tres esculturas ataviadas con botas altas y jubón son diferentes a las imágenes de Jesús, San Juan y el discípulo que tiene ambos brazos abiertos (tal vez representativo de Santiago el Mayor), figuras que exhiben un rostro distinto, con una cabellera notablemente más lineal y un tamaño ligeramente superior al resto de figuras, circunstancia que permite vincular por un lado las cuatro primeras tallas con el estilo de Giralte pese a variar en gran medida con respecto a la calidad de sus obras personales, y por otro fechar las tres últimas figuras en una etapa posterior. La proximidad de estas tres piezas con los prototipos vallisoletanos de entre finales del siglo xvi y principios del xvii se puede constatar al comparar la imagen de San Juan con una talla homónima custodiada en el Museo Diocesano y Catedralicio de Valladolid, obra adjudicada a Francisco del Rincón. Obviando la superior calidad de la imagen rinconiana, las analogías a nivel compositivo entre ambas piezas son notables, aparte de que existen numerosos testimonios documentales acerca de la continua necesidad de reparar las figuras parcialmente así como de proceder a su sustitución dada la fragilidad de los materiales con los que estaban elaboradas. Todas estas evidencias indican que al parecer las tallas de Jesús, San Juan y el discípulo que tiene los brazos abiertos fueron reemplazadas hacia 1600 por las actuales (obra quizá de del Rincón), mientras que las otras imágenes fueron sometidas a una reforma la cual habría afectado no solo a la fisionomía sino también a la policromía. Sumado a esto, una tercera hipótesis, esgrimida por Andrés Álvarez Vicente, sostiene que algunas de las tallas de «papelón» desechadas en el siglo xvii por haber sido sustituidas por imágenes realizadas enteramente en madera pudieron haber sido reaprovechadas para el grupo escultórico, sobre todo las dos de los extremos en la parte frontal debido a su pose forzada.: 74 

### Vicisitudes

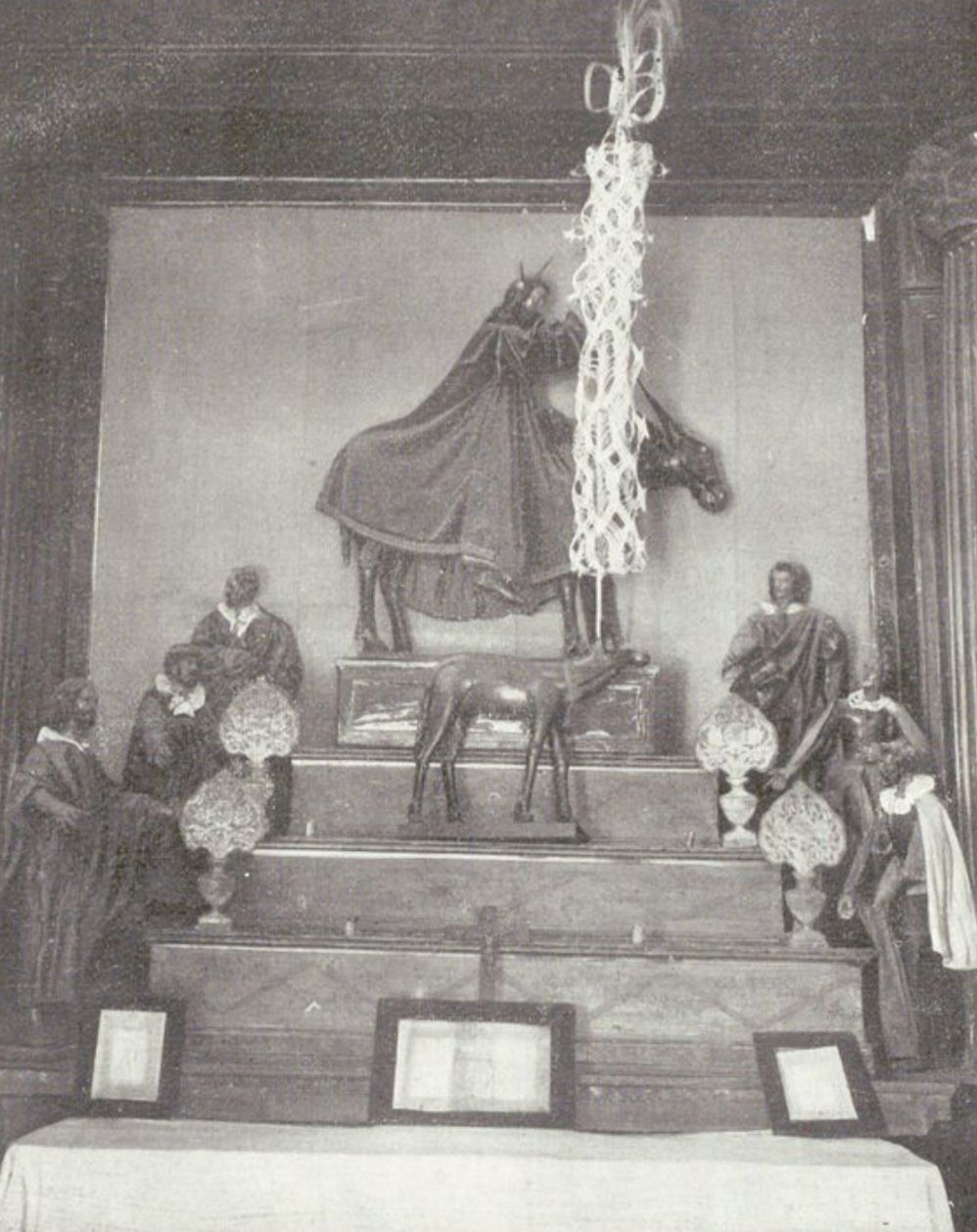
Fotografía del paso extraída del libro Semana Santa Valladolid 1924: única guía oficial (1924).

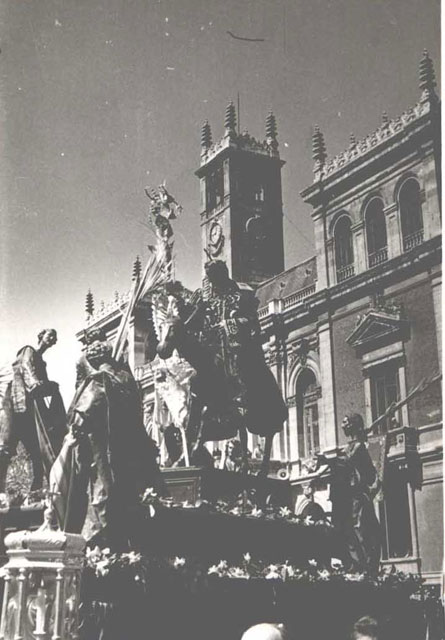
Fotografía del paso frente a la casa consistorial (primer tercio del siglo).

Gracias a varios registros y notas de prensa se pueden conocer las vicisitudes por las que pasó el conjunto a lo largo del tiempo. En Fastiginia, Pinheiro da Veiga no hizo mención alguna al paso pese a describir las obras procesionales de la Cofradía de la Vera Cruz debido quizá a que este grupo no formaba parte del desfile de la Pasión, mientras que Manuel Canesi Acevedo sí habló de la obra en el siglo xviii al relatar que el Domingo de Ramos el conjunto era conducido al Convento de San Francisco para dar inicio a la procesión, lo que prueba el vínculo de la hermandad con la Orden Franciscana, promotora de los desfiles de Semana Santa en Castilla y León: «[...] en el Domingo de Ramos, lleva esta cofradía el passo muy vistoso del Triunfo de Christo en la entrada en Jerusalén [...]». Al parecer la obra no desfiló durante varios años debido a que supuestamente no se celebró la Procesión de las Palmas, o en caso de celebrarse este desfile se hizo sin el paso. En 1897 el conjunto fue llevado en procesión hasta la Iglesia de San Miguel para los oficios litúrgicos, realizándose después un recorrido desde la catedral hasta la Iglesia de la Santa Vera Cruz, trayecto que efectuaría por varios años. Tal y como quedó registrado, el paso salió de la iglesia penitencial a las 9:00 horas, desfilando por «Cantarranas, Damas. Rosarillo, San Blas, Plaza de San Miguel, Concepción y entrada triunfal en San Miguel. Celebrados los Oficios volverá por las calles de San Ignacio, San Benito, Rinconada, Manzana, Plaza Mayor, Victoria, Alfonso XII, Regalado, Orates, Fuente Dorara, Quiñones, Lonja y Platerías hasta la Penitencial de la Cruz». A mayores la crónica informa de que el desfile no se veía de esta manera desde hacía varios años, concluyendo la nota periodística con el término de la procesión a las 13:00 horas y el siguiente comentario: «De desear sería que tal espectáculo se vuelva a repetir en años venideros». Además de los registros y los reportajes, las fotografías han ayudado también a documentar la historia de la obra. En el libro Semana Santa Valladolid 1924: única guía oficial (1924) se puede apreciar una instantánea del grupo en un retablo de la Iglesia de la Santa Vera Cruz, ubicación bastante llamativa puesto que en la actualidad se exhibe en su carroza. En la fotografía se puede ver el conjunto dispuesto de forma ordenada, con la talla de Jesús a lomos del asno o pollino en el centro y en los extremos, sobre varias gradas colocadas sucesivamente de forma escalonada, dos grupos de tres figuras cada uno, todas mezcladas. La imagen cristífera luce una túnica amplia y cuenta con tres potencias sobre la cabeza, llevando una palma en una mano, mientras que las demás tallas visten capas, golillas y mantos de fibra natural (destaca a su vez el hecho de que en algunas instantáneas de los años 1960 o 1970 las figuras de los discípulos portan aureolas). Por su parte, existe otra imagen interesante fechada en el primer tercio del siglo xx en la que el paso aparece desfilando frente a la casa consistorial; en esta fotografía se puede ver que la ubicación de las tallas varía ligeramente con respecto a la disposición actual al hallarse una de las figuras frente a la imagen titular y de espaldas al público, si bien la disposición de las imágenes ha ido cambiando a lo largo de los años, emplazándose en ocasiones a dos de los discípulos en la parte frontal mirando a los espectadores.
En 1931 tuvieron lugar las últimas procesiones antes de la Proclamación de la Segunda República, desapareciendo desde 1932 hasta 1935, año en que se recuperaron los desfiles del Domingo de Ramos, Miércoles Santo (Vía Crucis) y Viernes Santo (Santo Entierro). Para 1936 volverían a suspenderse con motivo de la inestabilidad política que acabaría desencadenando el estallido de la Guerra Civil, si bien se recuperarían al año siguiente. En los años sucesivos el conjunto desfilaría alternativamente al completo y solo con la imagen titular, como sucedió aproximadamente entre 1954 y 1964, año en que por la prensa local se sabe que el grupo fue sometido a un proceso de restauración por parte de Mariano Nieto Pérez (quien intervino la madera) y Ramón García del Castillo (quien se ocupó de la policromía), indicándose a su vez que el paso llevaba diez años sin procesionar con todas las figuras (es probable que date de ese periodo o incluso de antes, quizá en torno a 1947, un boceto para un nuevo grupo escultórico procesional de La Entrada Triunfal de Jesús en Jerusalén el cual se conserva en la Iglesia de la Santa Vera Cruz y que formó parte en 2014 de la exhibición Reproducciones de la Pasión). Pese a que actualmente la procesión parte de la iglesia penitencial rumbo a la catedral para la bendición de los ramos, hubo varios años en los que se modificó el recorrido. El 19 de marzo de 1989 la bendición de las palmas y el inicio del desfile tuvieron lugar en la Iglesia de San Pablo, donde se celebraron varios actos de Semana Santa que normalmente se ofician en la catedral ya que en la seo se estaba llevando a cabo la muestra El Arte en la Iglesia de Castilla y León, primera edición de Las Edades del Hombre. Por su parte, el 24 de marzo de 1991 la bendición con la que se da por terminada la procesión se llevó a cabo en la catedral en vez de en la Iglesia de la Santa Vera Cruz ya que la penitencial se encontraba cerrada debido a que estaba siendo restaurada, hallándose en consecuencia parte de sus bienes almacenados en la iglesia del Convento de San Quirce y Santa Julita. Procesionado varios años sobre ruedas, el desfile original a hombros se recuperó en 2000, año en que se vería afectado por la lluvia, si bien dos años después volvería a procesionar sobre ruedas para desde 2013 desfilar nuevamente a hombros, ambientándose mejor la escena con la inclusión de varios ornamentos, entre ellos una palmera.

## Descripción

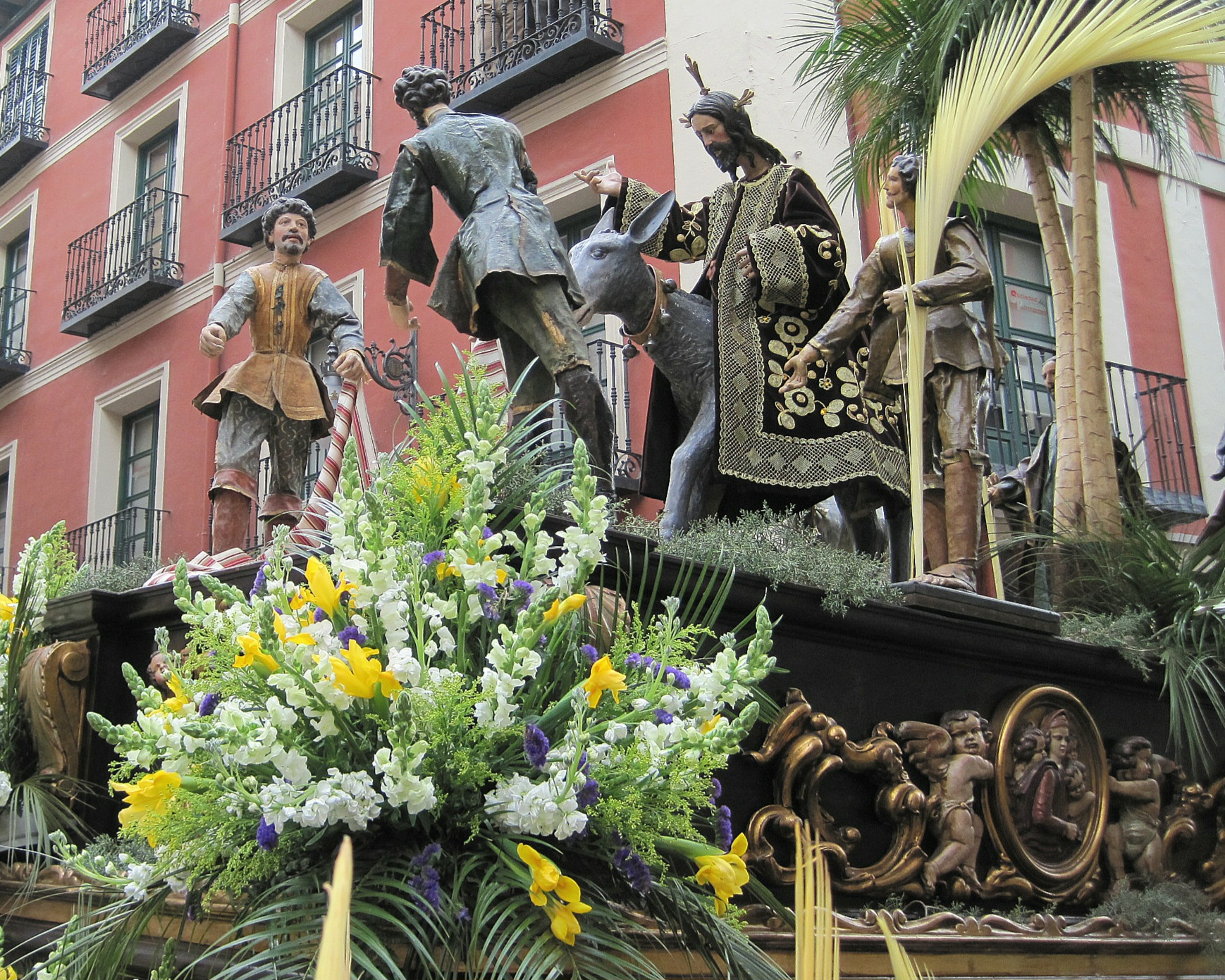
El paso en procesión durante la Semana Santa de 2010.

El relato de la entrada triunfal en Jerusalén, acto que supone el antecedente de la Pasión, figura en los cuatro evangelios canónicos; las narraciones de San Mateo, San Marcos y San Lucas presentan muy pocas variaciones entre sí ya que en las tres se menciona que Jesús mandó a dos apóstoles a por una bestia de carga para montarla antes de hacer su entrada en la ciudad. San Juan no habla sin embargo de estos detalles y se limita únicamente a narrar cómo este momento fue proclamado por los profetas, por lo que si se tiene en cuenta la resurrección de Lázaro, este episodio preludia la propia resurrección de Jesús. No obstante, el único que especifica que el animal era una borriquilla y que esta iba acompañada de una cría de asno es San Mateo, por lo que es en su relato en el que se basa la composición del conjunto. Pese a la posibilidad de que el paso estuviese compuesto inicialmente por más imágenes, a día de hoy se halla integrado por la talla de Jesús sobre el asno acompañado de un pollino y alrededor seis imágenes destinadas a satisfacer los diferentes ángulos de visión desde los que se puede ver durante los desfiles, todas ellas de un tamaño inferior al natural. La posición de la imagen titular, elevada en relación con las demás por estar subida al asno, ayuda a afianzar el dominio del espacio al tiempo que dota al conjunto de una estructura piramidal, rasgo típico del barroco.
Todas las figuras (salvo los animales, realizados enteramente en madera): 74   cuentan con un torso en forma de maniquí recubierto con cartón y telas enyesadas posteriormente pintadas al óleo, en las que se procuró crear pliegues de la forma más objetiva posible, con la cabeza, las manos y los pies tallados en madera. Varias de las imágenes lucen prendas típicas del siglo xvi (jubón, calzas y borceguíes) mientras que otras figuras visten túnica y manto, hallándose los pliegues en este caso dispuestos de manera más ampulosa. Por su parte, la actual policromía de las telas, en las que predominan tonalidades planas y orlas doradas, parece ser del siglo xviii. Al realizar una comparación entre las seis figuras que acompañan a la imagen titular se puede apreciar la existencia de dos grupos claramente diferenciados: tres de ellas están ataviadas con túnica y manto, lo que las identifica como discípulos, y otras tres con ropas anacrónicas, una saludando y las otras dos depositando sus capas en el suelo, las cuales representan el recibimiento que tuvo Jesús por parte de los habitantes de Jerusalén.